# Привокзальная улица (Чебоксары)
Привокза́льная у́лица — улица в Ленинском районе города Чебоксары Чувашской Республики. Расположена вдоль железнодорожных путей станции Чебоксары-I.
Начинается от улицы Чапаева и тянется на юг, сопрягаясь с улицей Энгельса и проспектом Ленина, заканчивается т-образным перекрёстком с проспектом И. Яковлева. По центру улицы, в месте сопряжения с проспектом Ленина, организована привокзальная площадь, разделяющая улицу на две части — южную (основную) и северную. По южной части улицы организовано одностороннее движение транспорта (сильный поток, направленный с проспекта Яковлева на проспект Ленина), по северной части двустороннее (поток незначителен).
Прямого сообщения с улицей Чапаева не имеет (перекрыта в северной части у хладокомбината, образуя тупик).

## Нумерация
Нумерация домов начинается от улицы Чапаева (с севера). Жилые здания расположены только по чётную сторону улицы. Нумерация по чётную сторону начинается с дома № 2 и заканчивается домом № 14. По нечётную сторону расположены: Чебоксарский железнодорожный вокзал, пригородный автовокзал и служебные железнодорожные строения.

## Происхождение названия
Названа в 1939 году, в связи с открытием Чебоксарского железнодорожного вокзала, расположенного по левую (восточную) сторону улицы.

## Здания и сооружения

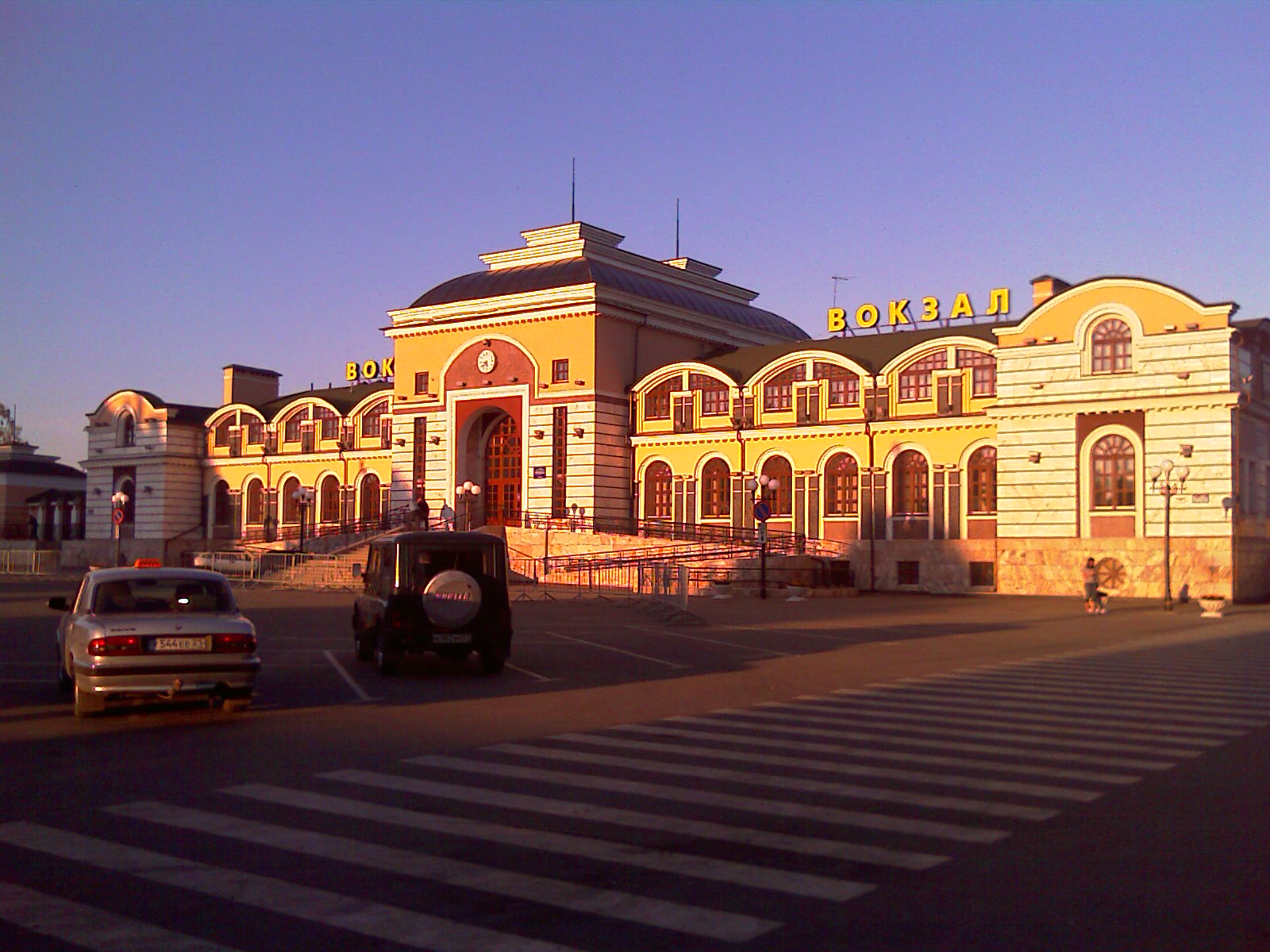
Привокзальная площадь на закате

Жилую часть улицы составляют пятиэтажные дома — «хрущёвки», построенные в 60-70 годах XX века.
Вокзал и привокзальная площадь были реконструированы в 2003 году.
На улице расположены следующие здания и объекты инфраструктуры — по нечётной стороне:
- № 1 — вокзал станции «Чебоксары-I»
- № 1а — магазин «Ухтун»
- № 1в — автостанция «Привокзальная»
- № 3 — Пригородный автовокзал
- № 3а — магазин «Елена»
- № 3б — салон связи «Связной»
- № 5а — ресторан «Фаворит»

По чётной стороне:
- № 2 — Хладокомбинат
- № 4 — общежитие
- № 4а — Управление транспортной милицией
- № 6 (жилой дом) — магазин «Экспресс»
- № 8 (жилой дом) — магазин «Огонёк»
- № 10 (жилой дом) — магазин «Трикотаж»
- № 12 (жилой дом) — парикмахерская «Комета»
- № 14/58 (жилой дом) — ЧРОО «Центр защиты прав потребителей»

## Транспорт
По улице организовано автобусное и троллейбусное движение:
- Автобус №: 32/101, 35, 46, 15, 262
- Троллейбусы №: 1, 2, 4, 6, 8, 9, 10, 11, 14, 20

## Смежные улицы
- Улица Чапаева
- Улица Энгельса
- Проспект Ленина
- Проспект Ивана Яковлева